# Осецький Людвіг Петрович
Людвіг Петрович Осецький, біл. Людвіг Пятровіч Асецкі (* 9 травня 1929, село Продвине, Бобруйський район — † 9 листопада 2005, Мінськ) — білоруський графік, заслужений діяч мистецтв БРСР (1981).

## Біографія
В 1947—1950 навчався у Мінському художньому училищі у К. М. Космачова, Г. М. Ізергіної, у 1954—1960 — Білоруському
державному театрально-мистецькому інституті в С. П. Геруса, В. Цвірки, А. Мозольова, П. Любомудрова. З 1960 року
учасник художніх виставок. Викладав у БДТМІ (1962—1967). Голова мисцецбкого фонду БРСР. Член Союзу художників
Білорусі від 1967.

## Творчість
Працював у жанрі станкової та книжкової графіки, монументального живопису. Його творам властиві оригінальні
композиційні рішенні, енергійна подача пластичної форми.
Твори присвяченні історії та сучасності країни: серії «Жовтневі дні в Білорусі» (1960), «Місто будується» (1963), «Підпіля Мінська» (1968), «Будні Воєнно-морського флоту» (1969), «За мотивами трилогії Якуба Колоса „На
ростанях“» (1973), «Жодіна» (1976), «Балада про Лавський бій» (1979), «Прип'ятські мелодії» (1981).
Основні графічні серії виконані в техніці тампери: «З рідних нив» (1981), «БелАз» (1982), «Нащадки
Кривіцької гонитви» (1995). Серії «Словацькі мотиви» (1983), «Мир планеті» (1986—1987), «Замкненість кола»
(1993—1994), «Квадрат Чорнобиля» (1996) — виконані у техніці суха голка, меца-тинта.
Для станкових праць характерні оригінальні композиційні рішення, загострена, майже гротескна виразність малюнка, світлотіньові контрасти. Працював у царині монументального мистецтва: розписи «Оборона Сталінграда» (1971) в
Білоруському музеї історії Великої Вітчизняної війни, «Жовтень в Білорусі» (1977) в Літературному музеї Я. Купали
в Мінську, «Перемога» (1974) в історико-краєзнавчому музеї в смт Карелічі, «Світочі Білорусі» (1989—1990).
Осецький створив ілюстрації до книг «Ми розповімо про Мінськ» (1964), «Люди на балоті» (1968) і «Подих навальніцы»
(1970) І. Мележа та інші.
З нагоди 90-річчя з дня народження Максима Богдановича Людвіг Осецький розпочав працю над серією «З рідних нив»
(1981). Три аркуші — «В завірюху», «Слуцькі ткачихи», «Зірка Венера» — виставлялися на республіканській виставці, присвяченій творчості поета.
Його твори зберігаються в Національному художньому музеї Білорусі, Літературному музеї імені Я. Купали, Білоруському
музеї Великої Вітчизняної війни, музеї сучасного зображувального мистецтва в Мінську, Могилівському обласному
мистецькому музеї імені П. Масленікова.

## Нагороди
- Заслужений діяч мистецтв БРСР (1981)
- Лауреат Всесоюзного конкурсу на найкращу книгу за оформлення видання «Ми розповімо про Мінськ»
- 2 вересня 2003 року нагороджений медаллю Франциска Скорини.